# Ordinariato militare in Croazia
L'ordinariato militare in Croazia è un ordinariato militare della Chiesa cattolica per la Croazia. È retto dal vescovo Jure Bogdan.

## Storia
L'ordinariato militare è stato eretto il 25 aprile 1997 con la bolla Qui successimus di papa Giovanni Paolo II.

## Cronotassi dei vescovi
Si omettono i periodi di sede vacante non superiori ai 2 anni o non storicamente accertati.
- Juraj Jezerinac (25 aprile 1997 - 30 novembre 2015 ritirato)
- Jure Bogdan, dal 30 novembre 2015

## Statistiche
| anno | presbiteri | presbiteri | presbiteri | diaconi | religiosi | religiosi | parrocchie |
| anno | totale     | secolari   | regolari   | diaconi | uomini    | donne     | parrocchie |
| ---- | ---------- | ---------- | ---------- | ------- | --------- | --------- | ---------- |
| 1999 | 11         | 2          | 9          |         | 9         |           |            |
| 2000 | 23         | 13         | 10         |         | 10        | 1         |            |
| 2001 | 26         | 13         | 13         |         | 13        | 1         | 29         |
| 2002 | 29         | 18         | 11         |         | 11        | 1         | 29         |
| 2003 | 29         | 18         | 11         |         | 11        | 1         | 28         |
| 2004 | 24         | 13         | 11         |         | 11        | 1         | 24         |
| 2011 | 32         | 17         | 15         |         | 15        |           | 32         |
| 2016 | 34         | 20         | 14         |         | 15        |           | 40         |
| 2019 | 37         | 23         | 14         |         | 14        | 2         | 40         |
| 2021 | 39         | 27         | 12         |         | 12        | 2         | 44         |